# بعد خمسمائة عام (فلم وثائقي)

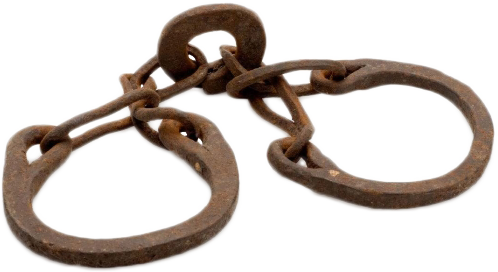

بعد خمسمائة عام، فيلم وثائقي كتبه موليف كيتي أسانتي وأخرجه أوين أليك شحادة، وفاز بخمس جوائز دولية بما في ذلك جائزة اليونيسكو لأفضل فيلم وثائقي «جائزة كسر القيود»، وجائزة أفضل فيلم وثائقي أفريقي في مهرجان لوس أنجلوس، وجائزة مهرجان بريدجتاون، وأفضل فيلم في مهرجان السنيما السوداء الدولي في برلين، وأفضل فيلم وثائقي دولي في مهرجان نيويورك.
نال فيلم «بعد خمسمائة عام» الكثير من الثناء، لكنه أثار جدلًا واسعًا أيضًا، سواء فيما يتعلق بطبيعة هذا الفيلم ونوعيته، أو تأثيره الاجتماعي والسياسي، عرض الفيلم لأول مرة في 28 فبراير 2005، وعرض على التلفزيون الأمريكي في 23 أغسطس 2008، وعلى التلفزيون الأثيوبي في 27 أكتوبر 2007، وعلى تلفزيون جنوب أفريقيا في 14 ديسمبر 2014. وأصدرت تتمة أو جزء ثانٍ للفيلم عُرف «بالأرض الأم".

## الحبكة
يدرس فيلم «بعد خمسمائة عام» الشتات الإفريقي وتأثير استعباد الأفارقة عبر التاريخ، ويحدد القضايا الرئيسية التي تواجه مجتمعات الأفارقة في العالم اليوم، مثل التعليم، والفقر، والجريمة، وكيف تؤدي مثل هذه القضايا إلى تجريد الشعوب السود من إنسانيتها وكرامتها، ويقدم الفيلم أيضًا نظرة عامة على معاناة الأفارقة اليوم، على سبيل المثال ما يتعلق بالفقر والمرض والحكومات الفاسدة، ويسلط الضوء على التأثير السلبي المستمر لتجارة الرقيق عبر المحيط الأطلسي في العصور الماضية، أعرب نقاد وعلماء قيّموا الفيلم عن أملهم في «شفاء جروح الماضي»، وأن السبيل لتقدم العرق الإفريقي يكمن في دراسة التاريخ والاستفادة منه.

### القصة
يؤكد الفيلم على أن آثار العبودية التي تعرض لها الأفارقة ما تزال موجودة حتى بعد انقضاء 500 عام، ومن هنا جاء عنوان الفيلم. هناك تفاصيل وتبريرات كافية لهذه المعطيات خلال سلسلة المقابلات التي يُقدمها الفيلم. يبدأ الفيلم بمقولة توضح الهدف التاريخي له: «إلى أن تتمكن الأسود من رواية قصتها، فإن حكاية الصيد سوف تمجد الصياد دائمًا».
تصف الصفحة الترويجية الفيلم على النحو التالي: «بعد خمسمائة عام هو رحلة جذابة، مفعمة بروح الحرية وموسيقاها التي تؤرخ لنضال شعب ضد الاستعباد، ومواصلته الكفاح اليوم من أجل حقوق الإنسان الأكثر أهمية كالحرية». يستعرض الفيلم ثراء الثقافات والتقاليد الأفريقية، وكيف تطورت منذ إلغاء العبودية، مع التشديد على أنه قبل بداية تجارة الرقيق عبر المحيط الأطلسي كان الأفارقة أحرارًا، يتضمن الفيلم شهادات وأصواتًا وآراء جُمعت من قارات العالم الخمس. مع ملاحظة أن الكثير من الناس الذين يعبرون عن آرائهم في الفيلم هم علماء أو خبراء في الشتات الأفريقي. كما ينتقد أولئك الخبراء بشدة موسيقى الراب المعاصرة باعتبارها مسيئة للغاية للأفارقة، لأنها عززت الصورة النمطية العنصرية التي نشأت جزئيًا بسبب تجارة الرقيق.
من الأمثلة على الصور النمطية العنصرية المشار إليها في الفيلم دراسة أجراها كينيث ومامي كلارك عندما أعطوا لأطفال سود مجموعة متنوعة من الدمى البيضاء والسوداء، وطلبوا منهم اختيار الأفضل والأكثر ذكاءً من بينها، اختار غالبية الأطفال الدمى البيضاء. وتوضح هذه التجربة أن تغيير النظام التعليمي أصبح ضروريًا لتغيير عقلية الأطفال المنحدرين من أصل أفريقي. ويؤكد الفيلم أن «هناك أنواع من التعليم ما تزال تستعبد عقولنا، وتجعلنا نعتقد أننا أقلُّ شأناً». ولذلك يجب أن يكون التعليم هو السلاح الرئيسي للأجيال الجديدة من الأفارقة، لتذكيرهم بتاريخ النضال الأفريقي.
في الختام يشجع الفيلم الأفارقة على تذكر ماضيهم، من أجل المضي قدمًا نحو المستقبل، ويروّج لفكرة أن فترة الاستعباد يجب أن تكون نقطة قوة وليست نقطة ضعف أو شيئًا يُخجل منه، بل يجب أن يشعر الأشخاص الذين استعبدوا الأفارقة بالخجل، ويقترح تعليم الأطفال الأفارقة تاريخًا مختلفًا عن ذلك الذي تقدمه المصادر الأوروبية.

## جائزة اليونسكو
كان فيلم «بعد خمسمائة عام» أول فيلم يفوز بجائزة اليونسكو لتوثيق العبودية. وكان جزءًا من مشروع «طريق الرقيق» الذي بدأته منظمة اليونسكو عام 1994، إذ قررت: «منح جائزة 10000 دولار لفيلم يكسر الصمت ويتحدث عن الأثر الاجتماعي والتاريخي والاقتصادي والنفسي لتجارة الرقيق، فيلم يرفع الوعي العام حول العبودية التاريخية وانعكاساتها المعاصرة، فيلم يمنح المحرومين صوتًا، ويعكس وجهات نظرهم ويظهر كفاحهم ضد تجريدهم من إنسانيتهم».
أطلقت اليونسكو مشروع طريق الرقيق» في عام 1994. ويهدف هذا المشروع إلى زيادة المعرفة حول العبودية، والأحداث التاريخية المرتبطة بها.